# رابرت وارد جانسون
رابرت وارد جانسون (به انگلیسی: Robert Ward Johnson) سناتور سابق عضو حزب دموکرات ایالات متحده آمریکا بود. وی در سال ۱۸۵۳ تا ۱۸۶۱ میلادی سناتور ایالت آرکانزاس در سنای ایالات متحده آمریکا بود.